# Chromadorina majae
Chromadorina majae is een rondwormensoort uit de familie van de Chromadoridae. De wetenschappelijke naam van de soort is voor het eerst geldig gepubliceerd in 1968 door Wieser.